# Filibus
Filibus, sottotitolato Il misterioso pirata del cielo, è un film muto del 1915 diretto da Mario Roncoroni.
Il film narra le gesta di una piratessa dell'aria e porta per la prima volta il lesbismo sul grande schermo (anticipando quindi di ben quindici anni il film Marocco del 1930 dove la protagonista Marlene Dietrich bacia una donna); il personaggio di Filibus è ispirato al ladro gentiluomo Rocambole, protagonista dei romanzi dell scrittore francese Pierre Alexis Ponson du Terrail.
Il titolo Filibus deriva dalle parola greca φίλος, fìlos, cioè "ama" e da bus, dal latino omnibus = "per tutti" cioè "amore per tutti".

## Trama

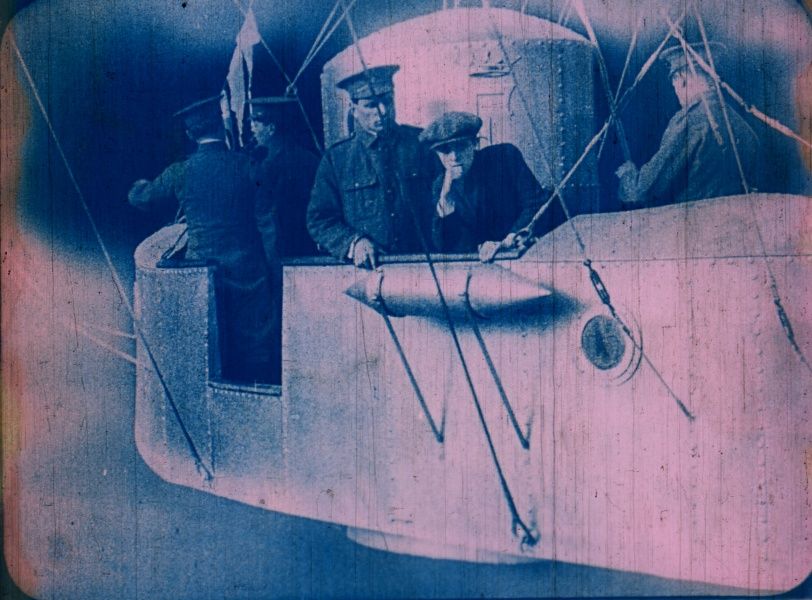
Filibus nel suo dirigibile

La ladra Filibus con il suo dirigibile terrorizza la Sicilia riuscendo a compiere grandi colpi rubando una grande cifra di denaro e a sfuggire alla cattura dopo essere stata scoperta dal detective Hardy che ha scoperto che Filibus era la Baronessa di Croixmonde.

## Riscoperta
Film caduto nell'oblio, una copia completa della durata di 70 minuti con intertitoli in olandese è stata ritrovata nel 1988 nella Desmet Collection del Nederlands Filmmuseum e proiettata lo stesso anno alle Giornate del cinema muto di Pordenone.